# Luchthaven Chrabrovo
Luchthaven Chrabrovo (Russisch: Аэропорт Храброво, Duits: Powunden) ligt 24 kilometer ten noorden van de stad Kaliningrad. Het grote deel van de luchthaven wordt gebruikt voor de luchtmacht, maar ook gedeeltelijk voor passagiers. In 2018 werden vele luchthavens hernoemd naar bekende personen in Rusland. Voor Kaliningrad werd Immanuel Kant voorgesteld, een van de beroemdste inwoners van Koningsbergen, de vroegere naam van de stad toen deze nog Pruisisch was. Dit voorstel leidde tot kritiek over een gebrek aan vaderlandsliefde waarop deze vernoemd werd naar tsarina Elisabeth, die de stad in 1758 enkele jaren bezette. De nieuwe naam voor de luchthaven is Luchthaven Chrabrovo Elisabeth Petrovna.
- Passagiers (2005): 311.000
- Passagiers (2006): 731.626
- Passagiers (2007): 1.204.060
- Passagiers (2008): 1.920.000

## Geschiedenis
- 1922 - De eerste internationale route Koningsbergen-Moskou werd gevlogen.
- 1945 - De luchthaven werd gebruikt voor passagiers.
- 1961 - Joint Air Squadron vestigt zich op de luchthaven[2].
- 1977 - Vluchten met de Tupolev TU-134 beginnen.
- 1979 - Er wordt een passagiersterminal gebouwd.
- 1988 - Vluchten met de Tupolev TU-154 beginnen.
- 1993 - Eerste internationale lijnvluchten beginnen. Er worden 2 Tupolev TU-154's gekocht.
- 1997 - Air Enterprise wordt hernoemd naar Kaliningrad Avia.
- 2004 - Er wordt een nieuwe start-en-landingsbaan aangelegd.
- 2005 - Kaliningrad Avia wordt hernoemd naar KD Avia.
- 2007 - Nieuwe terminal wordt geopend, passagiersaantallen stijgen.
- 2009 - KD-Avia stopt